# 巴欽
巴欽（英語：Bathin），为所羅門七十二柱魔神中排第18位的魔神，位階公爵，統帥30個軍團。別名「巴提姆」（Bathym）、「瑪爾欽姆」（Marthin）、「瑪提姆」（Marthym）等。称号“强大公爵”，其形象是一个骑在花色马上的一名身材魁梧、威風凜凜、動作敏捷的蛇尾男人，又被描繪成蒼白的馬，也是少數惡魔中和藹可親的一名。可以甄别药草与宝石，能将人进行灵魂出壳，让人进行远程传送至任何一个地方。最早是以Marthim這個名字出現在《以諾書》上頭，爾後在《偽以諾書》及《所羅門之鑰》上均有出現。一般認為他擁有強大的力量，為路西法(Lucifer)的親信之一。對藥草學 及 寶石擁有詳細知識。與72柱魔神中的斯托剌(Stolas，所羅門王72柱魔神中的第36位魔神)和單卡拉比(Decarabia，所羅門七十二柱魔神中的第69位魔神)相似。在普朗西的《地獄辭典》內，記載著他有令人可以瞬間移動的特殊能力。